# Olof von Lindequist
Olof Carl Friedrich von Lindequist (* 22. April 1844 in Halberstadt; † 28. November 1903 in Kassel) war ein preußischer Generalmajor.

## Leben
Lindequist war der Sohn des Rentiers Friedrich von Lindequist (1804–1872) und dessen Ehefrau Alwine, geborene Schäfer († 1878).
Er absolvierte das Kadettenkorps und wurde am 6. Mai 1862 als charakterisierter Portepeefähnrich dem Kaiser Alexander Garde-Grenadier-Regiment Nr. 1 der Preußischen Armee überwiesen. Dort erhielt Lindequist am 16. Dezember 1862 das Patent zu seinem Dienstgrad und wurde am 10. Oktober 1863 zum Sekondeleutnant befördert. Als solcher nahm er 1866 während des Krieges gegen Österreich an den Kämpfen bei Soor sowie der Schlacht bei Königgrätz teil. Nach dem Friedensschluss fungierte Lindequist vom 22. November 1866 bis zum 15. Juli 1870 als Adjutant des I. Bataillons. Anschließend stieg er zum Regimentsadjutanten auf, wurde am 8. Oktober 1870 zum Premierleutnant befördert und kam während des Krieges gegen Frankreich in den Schlachten bei Gravelotte und Sedan sowie bei der Belagerung von Paris zum Einsatz. Seine Leistungen wurden dabei durch die Verleihung des Eisernen Kreuzes II. Klasse und des Ordens der Heiligen Anna III. Klasse mit Schwertern gewürdigt.
Nach dem Krieg versah Lindequist weiter Dienst in seinem Regiment und wurde anlässlich der Krönungsfeierlichkeiten von Oskar II. Ende April 1873 nach Stockholm kommandiert. Im Herbst 1874 nahm er an der Generalstabsübungsreise des Gardekorps teil und avancierte mit seiner Beförderung zum Hauptmann am 12. Oktober 1875 zum Kompaniechef. Ab 4. Dezember 1883 war Lindequist in Vertretung als Adjutant beim Gouvernement von Berlin kommandiert. Unter Stellung à la suite seines Regiments folgte am 12. Februar 1884 seine Ernennung zum Adjutanten. In dieser Stellung erhielt Lindequist am 8. September 1885 den Charakter als Major sowie am 12. Januar 1886 das Patent zu diesem Dienstgrad. Am 5. Februar 1887 kehrte er in sein Stammregiment zurück und kommandierte bis zum 17. November 1890 das Füsilier-Bataillon. Unter Stellung à la suite des Regiments folgte anschließend seine Ernennung zum Adjutanten beim Generalkommando des Gardekorps und gleichzeitig kommandierte man Lindequist zur Dienstleistung beim Kriegsministerium. Unter Ernennung zum Chef der Bekleidungsabteilung wurde er am 8. Februar 1891 in das Kriegsministerium versetzt und am 22. März 1891 zum Oberstleutnant befördert.
Am 17. März 1894 kehrte Lindequist mit der Ernennung zum Kommandeur des Infanterie-Regiments „von Wittich“ (3. Hessisches) Nr. 83 in den Truppendienst zurück. Kurz darauf wurde er am 21. April 1894 zum Oberst befördert. Am 18. August 1895 stellte man ihn schließlich mit der gesetzlichen Pension zur Disposition. Gleichzeitig erhielt er die Erlaubnis zum Tragen der Regimentsuniform.
Lindequist, der Rechtsritter des Johanniterordens war, erhielt am 28. März 1901 den Charakter als Generalmajor.
Lindequist heiratete am 4. April 1893 Johanna von Schon (1859–1915), Witwe des Hauptmanns a. D. Max von Schlotheim († 1886), Sohn von Ludwig von Schlotheim.

## Schriften
- Gedenkblätter zur Rang-Liste des Kaiser Alexander Garde-Grendier-Regiments Nr. 1. Berlin 1884, fortgeführt von Claus von Lettow-Vorbeck, W. Moeser, Berlin 1899.